# Wirtschaftliche Aufbau-Vereinigung (Partei)
Die Wirtschaftliche Aufbau-Vereinigung (Kurzbezeichnung: WAV) war eine von Alfred Loritz gegründete deutsche Partei. Sie existierte von 1945 bis 1953 und gelangte sowohl in den Bayerischen Landtag als auch in den Bundestag. Die populistische Partei des Mittelstandes, die dank der Unterstützung von Flüchtlingsverbänden in den Bundestag gewählt wurde, löste sich nach personellen Streitigkeiten auf. Zum Teil bemühte sie sich um die Zusammenarbeit mit Rechtsextremisten.

## Geschichte

### Bis zur ersten Bundestagswahl 1949
Unter der Führung des Rechtsanwaltes Alfred Loritz wurde die WAV im Jahr 1945 in München gegründet und am 8. Dezember 1945 durch die US-Militärregierung zur politischen Betätigung in Stadt- und Landkreis München ermächtigt. Am 25. März 1946 wurde die WAV als vierte Landespartei neben der CSU, SPD und KPD lizenziert und durfte somit zur Landtagswahl antreten. Loritz war aus persönlichen Gründen im Widerstand gegen das NS-Regime engagiert gewesen und 1939 vor der Einberufung in die Schweiz geflohen. Der Partei kam zugute, dass die US-Militärregierung nur wenigen Parteigründungen die Erlaubnis (Lizenz) erteilte. Vor der WAV gab es nur CSU, SPD und KPD; die FDP wurde zwei Monate nach der WAV gegründet. Für nur lokal organisierte Gruppierungen war sie daher ein interessanter Partner auf der Landesebene.
Zwar gelangte die Partei nach dem Wahlerfolg von 5,1 Prozent am 30. Juni 1946 mit acht Mandaten in die bayerische Verfassunggebende Landesversammlung (15. Juli bis 30. November 1946), doch bald schon verließen mehrere Abgeordnete und Mitglieder die Partei in Richtung CSU oder FDP. Der diktatorische Stil des Partei- und Fraktionsvorsitzenden habe zu dieser Spaltung geführt, so der Parteienforscher Hans Woller. In der ersten parlamentarisch gebildeten Regierung Bayerns nach dem Krieg (Kabinett Ehard I) koalierte die WAV mit CSU und SPD, obwohl die CSU über eine absolute Mehrheit verfügte. Loritz wurde Sonderminister für politische Befreiung, verantwortlich für die Entnazifizierung. Am 24. Juni 1947 wurde er entlassen, nachdem er des Meineids bezichtigt und mit Schwarzmarktgeschäften in Verbindung gebracht worden war. Damit schied auch die WAV aus der Koalition aus. Im gleichen Monat setzte eine nationalistische Gruppe unter Karl Meißner Loritz ab, der sich der Abwahl jedoch widersetzte. Es gelang Loritz’ Anhängern, die Oberhand zurückzugewinnen. Am 26. Oktober wurden Julius Höllerer, Alfred Noske und Loritz in den gemeinschaftlichen Landesvorsitz gewählt, letzterer in knapper Stichwahl gegen Meißner. Als dieser nun eine neue Partei vorbereitete, wurde er aus der WAV ausgeschlossen. Im November gründete er den Deutschen Block.
Aus den anschließenden Wirren, in denen man sich auch mit Ausschlussverfahren bekämpfte, ging im Juli 1949 schließlich Loritz als Sieger hervor. Die Zeit war knapp geworden, da am 14. August die erste Bundestagswahl stattfand. Loritz war zwischenzeitlich polizeilich gesucht worden, behauptete, wegen seiner bevorstehenden Ermordung habe er aus der Untersuchungshaft fliehen müssen, und warf der bayerischen Landesregierung vor, sie habe den Beginn der Hauptverhandlung absichtlich in die heiße Phase des Wahlkampfs gelegt. Die Militärregierung wies eine Verschiebung an, was zu einem Konflikt zwischen Besatzungsmacht und Landesregierung führte.
Woller vermutet, die CSU habe seit Frühjahr 1948, als sie bei den Kommunalwahlen viele Stimmen verloren hatte, in der WAV einen Konkurrenten gesehen, obwohl diese selbst nur 1,7 Prozent erhalten hatte. Vor allem aber habe die CSU (zu Recht) befürchtet, dass die WAV sich mit den Flüchtlingsgruppen verbündete. Diesen war eine Parteigründung von der Militärregierung verboten worden. Im Gegensatz zu SPD und FDP war die am Boden liegende WAV bereit, den Forderungen des „Neubürgerbundes“ nachzukommen. Er erreichte eine paritätisch besetzte Landesliste, und seine Anhänger mussten nicht in der WAV Mitglied werden.

### Flügelkämpfe und Auflösung
Das Wahlgesetz für den ersten Bundestag enthielt eine Fünf-Prozent-Hürde, sie galt aber getrennt für jedes Bundesland. Dadurch sollten Parteien mit regionalem Schwerpunkt und somit der föderale Gedanke des Grundgesetzes gestärkt werden. Mit 14,4 Prozent der Stimmen in Bayern erhielt die WAV-Liste zwölf Mandate. Damit erreichte die WAV bereits den Höhepunkt ihres Erfolges. Am 17. März 1950 wurde die Lizenzierungspflicht aufgehoben, sodass die Heimatvertriebenen eine eigene Partei gründen konnten. Auch die entsprechenden Abgeordneten der WAV wechselten zur neuen Gruppierung Gesamtdeutscher Block/BHE. In Bayern reichten 2,8 Prozent in der Landtagswahl am 26. November 1950 nicht für den Wiedereinzug in den Landtag.
Die sieben verbliebenen WAV-Abgeordneten im Bundestag versuchten daraufhin, sich anderen bürgerlichen Parteien anzuschließen, SPD und KPD wurden nicht in Betracht gezogen. Dabei versuchten sie, die Zusicherung eines Wahlkreises oder sicheren Listenplatzes für die kommende Wahl zu erreichen. Im Juni 1951 wurde Loritz aus der WAV-Fraktion ausgeschlossen, weil er eine Fusion mit der rechtsextremistischen Sozialistischen Reichspartei (SRP) angekündigt hatte. Trotzdem ließ sich Loritz auf einer Landesversammlung im September als Landesvorsitzender bestätigen und erwirkte seinerseits den Parteiausschluss von vier Bundestagsabgeordneten. Infolgedessen spalteten sich im Dezember 1951 schwäbische WAV-Gruppen ab und gründeten einen bayerischen Landesverband der Deutschen Partei (DP). Die vier Bundestagsmitglieder schlossen sich der DP-Fraktion an, die WAV-Fraktion löste sich am 6. Dezember 1951 auf. Am 25. März 1953 gründeten die Abgeordneten Günter Goetzendorff, Wolfgang Hedler, Erich Langer, Alfred Loritz und Otto Reindl für den Rest der Legislaturperiode erneut eine WAV-Gruppe.
Bereits 1950 hatten sich zwei Abgeordnete der SRP der WAV-Gruppe im Bundestag angeschlossen. Nach dem SRP-Verbot im Oktober 1952 dachte man in der SRP daran, unter anderem die WAV als Sammelbecken zu nutzen. Loritz war zwar nicht völkisch eingestellt, teilte mit der SRP aber Antiparlamentarismus und die Ablehnung der Außenpolitik Konrad Adenauers (Preisgabe der SBZ und der Ostgebiete). Die Zusammenarbeit von WAV und SRP in Niedersachsen mündete in die Deutsche Aufbau-Vereinigung (DAV). Am 11. August 1953 wurde diese Bezeichnung noch von der Gesamtpartei übernommen, doch die Sammlung scheiterte. An der Bundestagswahl 1953 nahm die DAV nicht mehr teil.

### Comeback-Versuch 1955
Loritz bemühte sich um ein politisches Comeback, für das er eine Teilnahme an der Bürgerschaftswahl in Bremen am 9. Oktober 1955 anstrebte. Bei der Unterschriftensammlung für die WAV kam es zu Unregelmäßigkeiten. Die anschließenden gerichtlichen Auseinandersetzungen dauerten bis zu Loritz' Tod 1979.

## Programm
Loritz war 1932 aus der Wirtschaftspartei ausgeschlossen worden, da er sich, so Woller, wie ein Querulant benommen habe. Er habe sich stets als Opfer dargestellt und seine Antihaltung gegen mächtige Gegner gerichtet. Nach Kriegsende wollte er eine Partei gründen, die die bestehenden Besitz- und Machtverhältnisse verteidigen sollte.
Das WAV-Gründungsprogramm vom Dezember 1945 richtete sich an den Mittelstand. Woller beurteilt es als konzeptionslos und populistisch. Trotz des Schutzes des Privateigentums sollten ehemalige Nationalsozialisten und Inhaber großer Vermögen enteignet werden. Der Mittelstand sollte gegen die Großindustrie geschützt werden, die Arbeiterschaft von Mindestlöhnen profitieren. Die parlamentarische Demokratie wollte Loritz durch direkte Volksabstimmungen über jedes Gesetz überflüssig machen. Der „Volkswille“ sollte direkt zum Ausdruck kommen. Minister sollten nur von Fachleuten gestellt werden. In der Außenpolitik begrüßte die WAV die Westorientierung Deutschlands, setzte aber auf einen Neutralitätskurs, um die  Deutsche Einheit nicht vorschnell preiszugeben.
„Der Primat der Propaganda und die widersprüchliche Politik“, so Woller, „verdeckten allerdings nicht, daß in der WAV […] ein, wenn auch schmaler, ideologischer Konsens bestand, der sich aus sozialen Existenzängsten und ständischen Romantizismen konstituierte.“ Die WAV habe sich eine vorindustrielle Gesellschaftsordnung zurückgewünscht.

## Wahlergebnisse in Bayern
Die WAV erzielte bei der Wahl zur Landesversammlung in Bayern 1946 5,1 Prozent (8 Mandate), in der darauf folgenden Landtagswahl in Bayern 1946 7,4 Prozent (13 Mandate). Durch ihre Präsenz im Bayerischen Landtag konnte sie einen Vertreter in den Wirtschaftsrat der Bizone entsenden (Juni 1947 bis Februar 1948), nach einer Neuorganisation zwei Vertreter (1948–1949). Bei der Landtagswahl in Bayern 1950 misslang mit 2,8 Prozent der Wiedereinzug. Bei der Bundestagswahl 1949 erreichte die WAV bundesweit 2,9 Prozent der Stimmen; in Bayern konnte sie die je Bundesland getrennt geltende Fünf-Prozent-Hürde mit 14,4 Prozent überwinden: Hier fielen ihr 12 Bundestagsmandate zu.
Die Partei war 1946 noch überwiegend von Alteingesessenen gewählt worden, 1949 aber war sie vor allem in Gebieten mit vielen Flüchtlingen erfolgreich.

## Vorsitzende
Alfred Loritz war das erste und letzte Mitglied der WAV, „enfant terrible, Münchner Stadtgespräch im ersten Nachkriegsjahrzehnt, Gegenstand der Sensationspresse“. Durch den Schwarzmarkt reich geworden und mit einem großen Rednertalent ausgestattet, war der autoritäre Loritz dennoch ungeeignet, eine stabile und dauerhafte Organisation aufzubauen.
- Alfred Loritz, 1946–1947
- Fünfköpfiges „Direktorium“ (von der US-Militärregierung nicht anerkannt): Karl Meißner, Josef Klessinger, Friedrich Lugmair, Alfred Noske, Paul Röschinger, Juni 1947 bis Oktober 1947
- Julius Höllerer, Erich Kühne, Alfred Loritz (vertreten durch Gottfried Zimmermann), 1947–1948
- Alfred Loritz, 1948–1953